# Karsefors naturreservat
Karsefors är ett naturreservat i Laholms kommun i Halland.
Reservatet är beläget norr om Ysby kyrka och är skyddat sedan 2013. Det är 74 hektar sort och består av öppet jordbrukslandskap samt i öster en del skog. 
Området sträcker sig utmed Lagans gamla åfåra där det växlar mellan ädellövskogar och betesmarker. Norra delen ligger på en ö som uppstod vid kraftverksbygget då en kanal och damm grävdes. I skogen dominerar ek och hassel. Hagtorn i trädformat förekommer ovanligt rikligt. Praktiskt taget all skog på Lagans södra strand utmed hela reservatet är nyckelbiotop. Grova lågor, högstubbar och gamla träd finns här i en sådan mängd att skogen närmast ter sig urskogsliknande. Fältskiktet är rikt på bland annat lungört, skogsbingel, underviol, trolldruva och vätteros. Lövskogsmiljön intill rinnande vatten utgör förnämliga biotoper för fågellivet.

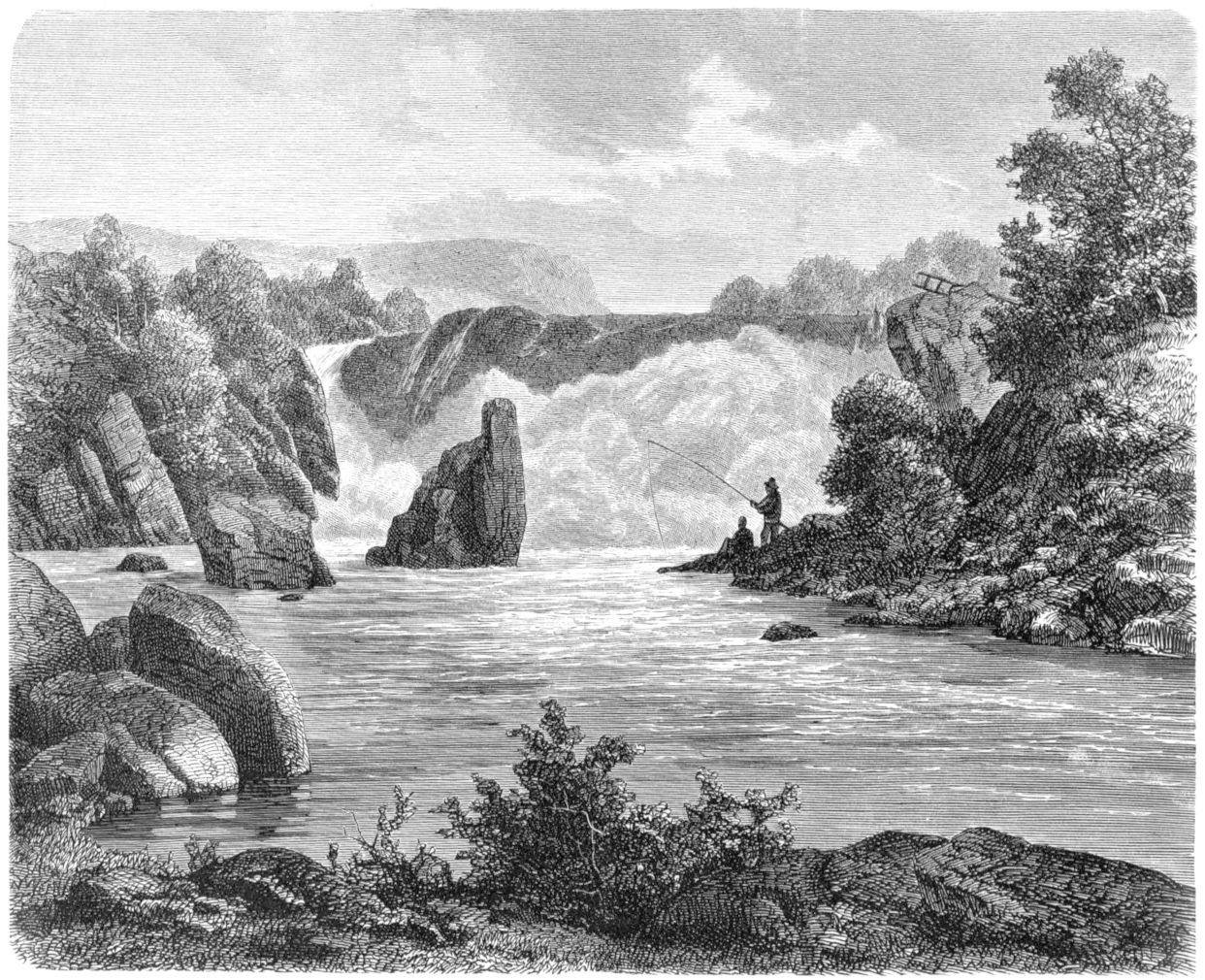
Karseforsen på 1860-talet före dammbyggnaden